# Lophosoria
Lophosoria, rod papratnica iz porodice diksonijevki. Pripadaju mu dvije vrste raširenih po neotropima.
U moderno doba ovaj rod je ograničen na tropsku Ameriku. Rod je posebno zanimljiv u svojoj biogeografiji. Podaci o fosilima (uglavnom nepogrešive spore roda) ukazuju na porijeklo roda iz Gondvane, u današnjoj Patagoniji. Tijekom kasne krede i ranog tercijara, rod je uspio proširiti svoj areal preko antarktičkog kontinenta do južne Australije gdje je nedavno izumro.

## Vrste
1. Lophosoria quadripinnata (J.F.Gmel.) C.Chr.
2. Lophosoria quesadae A.Rojas